# 雨宮由乙花
雨宮 由乙花（あめみや ゆずは、2002年11月22日 - ）は、日本の女性ファッションモデルである。所属事務所は株式会社Lovers。山梨県出身。愛称は「ゆずりん」。妹は同事務所に所属している雨宮未苺。

## 経歴
2018年8月に開催されたファッション雑誌『egg』（MRA）の専属モデルオーディションのグランプリに輝き、『egg』専属モデルとしてデビュー。同年10月号で初表紙を飾る（まぁみと共演）。
Abema TVの「今日、好きになりました。」に歴代最多となる通算6度出演している。
2020年6月14日からはpicki（ピッキー）株式会社が手掛けるアパレルブランド「La mia AriA（ラ ミア アリア）」のプロデューサーを務める。
2022年5月の『ヤングマガジン』26号（講談社）にて、『egg』モデルのももあ（瀬戸ももあ）、、聖菜、マリサ（浅井マリサ）とともに巻末グラビアを担当。男性向け漫画雑誌初登場となった。
2024年2月6日、『egg』専属モデル卒業を発表。卒業に際して、「ギャルはマジで世界を救うと思ってるし外見もそうなんだけどマインドも最高だと思う」とコメントした。
2024年4月には近代麻雀水着祭に妹とともに出演した。
同年6月10日発売『ヤングマガジン』28号（講談社）の巻中グラビアに妹・未苺とのユニット・雨宮姉妹としてグラビア掲載。雑誌媒体では妹と初の撮りおろし共演となった。

## 出演

### テレビバラエティー
- EXI怒（2019年12月、テレビ朝日）
- 痛快!明石家電視台（2021年5月10日、毎日放送）[8]
- TEPPEN-芸能界特技王決定戦-（2020年9月、フジテレビ）ピアノ対決
- 中居大輔と本田翼と夜な夜なラブ子さん（2021年2月-、TBS）レギュラー
- ドッキリGP（2022年4月、フジテレビ）
- ABEMA BOATRACE COLORS ときめきファンファーレ（2024年4月 - 、ABEMA） - 田中れいなチーム・レギュラー

### テレビドラマ
- M 愛すべき人がいて（2020年4月期、テレビ朝日）

### ラジオ
- オレたちゴチャ・まぜっ!〜集まれヤンヤン〜（2022年4月23日 - 2023年4月16日、MBSラジオ） - ヤンヤンガールズ14期生

### Web
- 今日、好きになりました。（AbemaTV）
  - 韓国チェジュ島編（2019年6月10日 - 7月8日）
  - ハワイ夏休み編（2019年7月15日 - 8月26日）
  - 韓国ソウル編（2019年9月2日 - 9月30日）
  - 台湾編（2019年10月7日 - 11月4日）
  - グアム編（2019年11月11日 - 12月9日）
  - バリ冬休み編（2019年12月16日 - 2020年1月20日）
- ハヤリモノ総選挙（2019年9月、ABEMA）

### CM
- リクルート　ホットペッパービューティー

### MV
- 「話題のGAL」ぺろぺろきゃんでー（2023年12月9日）[9]

### EVENT
- D-1 Dream Project 2018
- FASHION LEADERS 2019 S/S
- TGC teen 2019 Summer
- 関西コレクション2019 A/W
- TGC teen 2019 Winter
- FASHION LEADERS 2019 A/W
- TGC teen 2023 Winter[10]

## 書籍

### デジタル写真集
- 雨宮由乙花 雨宮未苺 NEXT推しガール！ 1 ヤンマガデジタル写真集 （2024年8月9日、講談社）
- 雨宮由乙花 雨宮未苺 NEXT推しガール！ 2 ヤンマガデジタル写真集 （2024年8月9日、講談社）
- 雨宮由乙花 雨宮未苺 NEXT推しガール！ 3 ヤンマガデジタル写真集 （2024年8月9日、講談社）
- 雨宮由乙花 雨宮未苺 NEXT推しガール！ 4 ヤンマガデジタル写真集 （2024年8月9日、講談社）
- 雨宮由乙花 雨宮未苺 【140P完全版】NEXT推しガール！1 〜4 ヤンマガデジタル写真集（2024年8月9日、講談社）